# Dendrogale
Dendrogale (Gray, 1848) è un genere di mammiferi di piccola taglia appartenente alla famiglia dei Tupaiidae, diffuso in Indocina e nel Borneo.
Si differenziano dalle altre tupaie per la coda non ricoperta da lunghi peli, ma da una corta peluria.

## Tassonomia
Il genere Dendrogale comprende due specie:
- Dendrogale melanura Thomas, 1892
- Dendrogale murina Schlegel et Müller, 1843